# Gilbert Creek
 (mars 2025).
Gilbert Creek est une census-designated place située dans le comté de Mingo, dans l’État de Virginie-Occidentale, aux États-Unis. Lors du recensement de 2020, elle comptait 1 136 habitants.